# 山口県道259号新下関停車場線
山口県道259号新下関停車場線（やまぐちけんどう259ごう しんしものせきていしゃじょうせん）は、山口県下関市を通る一般県道である。

## 概要
下関市秋根南町1丁目から下関市大字垢田に至る。JR西日本山陽本線・山陽新幹線 新下関駅西部の土地区画整理事業によって整備された路線で、都市計画道路長府綾羅木線・都市計画道路幡生綾羅木線に指定されている。

### 路線データ
- 起点：下関市秋根南町1丁目[1]（JR西日本山陽本線・山陽新幹線 新下関駅前、山口県道255号田倉新下関停車場線終点）
- 終点：下関市大字垢田[1]
- 未開通区間：下関市稗田西町 - 下関市大字垢田〈終点〉

## 歴史
- 1987年（昭和62年） - 「新下関駅周辺土地区画整理事業」（市施行）により、起点から下関市秋根西町2丁目までの0.7 km[2]が市道として開通。
- 2002年（平成14年） - 山口県告示第95号により県道として認定。
- 2008年（平成20年） - 「下関新下関西土地区画整理事業」（組合施行）および「川中土地区画整理事業」（市施行）により下関市秋根西町2丁目から伊倉新町4丁目までの1.2 km[2]が開通。
- 2013年（平成25年）10月16日 - 「川中土地区画整理事業」（市施行）により下関市伊倉新町4丁目から稗田西町までの0.6 km[2]が開通[3]。
- 2020年（令和2年）3月27日 - 山口県告示第96号により、終点が下関市大字垢田に変更され、路線名が「新下関停車場稗田線」から「新下関停車場線」に変更[1]。
- 将来、下関北バイパス綾羅木と接続する予定である。

## 路線状況
起点から下関市秋根西町2丁目までは1987年（昭和62年）に開通した区間であり、新下関駅を中心とした市街地が形成されている。
2008年（平成20年）の開通区間沿いは、道路の開通にあわせて郊外型のロードサイド店舗やマンションなどが相次いで建設されている。また、2009年（平成21年）12月3日には山口県内の商業施設で3番目の店舗面積を持ち、大型駐車場を完備したゆめシティが開店した。
2013年（平成25年）の開通区間にはルート上に下関市立川中中学校が存在していたことから、同校の移転工事が行われた。また、この沿線には延行条理遺跡・綾羅木郷遺跡・伊倉遺跡など弥生時代の大規模遺跡が多く存在し、開発に伴い多くの遺跡発掘作業が行われた。

### 重複区間
- 山口県道255号田倉新下関停車場線（下関市秋根南町1丁目）

## 地理

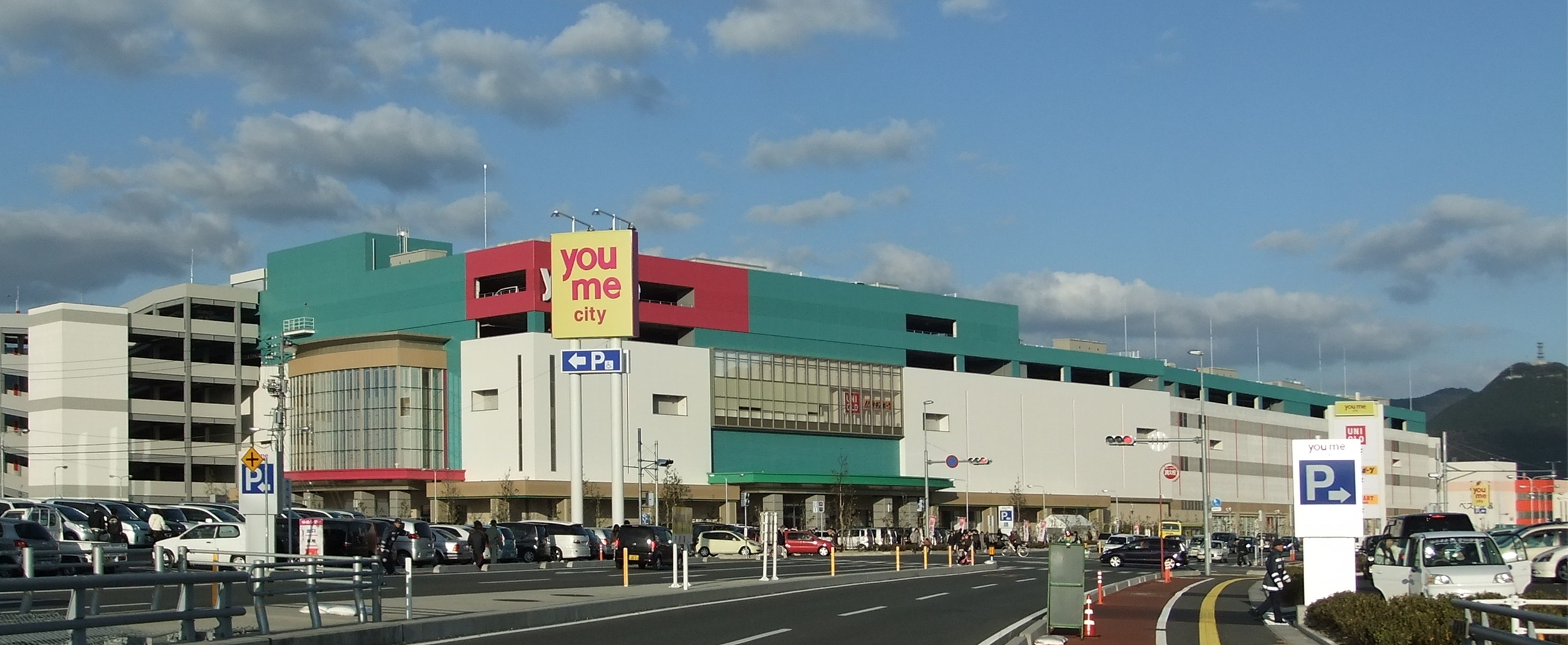
県道新下関停車場線とゆめシティ

### 通過する自治体
- 下関市

### 交差する道路
| 交差する道路                                 | 交差する場所  | 交差する場所 |
| -------------------------------------------- | ------------- | ------------ |
| 山口県道255号田倉新下関停車場線 重複区間起点 | 秋根南町1丁目 | 起点         |
| 山口県道255号田倉新下関停車場線 重複区間終点 | 秋根南町1丁目 |              |
| 山口県道248号下関港安岡線                    | 稗田西町      |              |
| 未供用区間                                   |               |              |
| 国道191号 / 下関北バイパス未供用             | 大字垢田      | 終点         |

### 交差する鉄道
- 山陽新幹線
- 山陰本線

### 沿線
- JR西日本山陽本線・山陽新幹線 新下関駅
- ゆめシティ
- 下関市立川中中学校
- 下関市立川中小学校
- 下関市立川中西小学校